# Монченко, Илья Фёдорович
Монченко Илья Федорович (31 декабря 1920—1989) — советский кузбасский шахтёр, Герой Социалистического Труда.

## Биография
Родился в селе Пресновка Тюкалинского уезда Омской губернии (ныне Оконешниковский район, Омская область). В 1936—1938 годах — ученик слесаря на шахте им. Орджоникидзе (г. Новокузнецк, Кемеровская область); 1938—1940 — откатчик, коногон шахты «Байдаевская», проходчик шахты «Зыряновская». Принимал участие в строительстве шахты «Байдаевская».
В годы Великой Отечественной войны охранял советскую границу на Дальнем Востоке. После демобилизации вернулся на шахту. В 1947 был назначен бригадиром шахтопроходчиков Сталинского шахтно-строительного управления треста «Кузбассшахтострой», г. Сталинск. Принимал участие в строительстве шахт Орджоникидзевского района. В 1947 и 1948 годах бригада Ильи Монченко проходила штреки со скоростью 207 погонных метров, а бремсберги со скоростью 106 метров. Бригада превысила нормативы условий Всесоюзного Социалистического соревнования в 2-2,5 раза, а фактические средние темпы прохождения выработок в Кузбассе в 3-4 раза и поэтому неизменно занимала одно из первых мест. На «Абашевской-2» его бригада установила Всесоюзный рекорд, пройдя за месяц 305 погонных метров.
Бригада И. Ф. Монченко строила в городе Осинники шахту «Капитальная-2».
Монченко — депутат Кемеровского областного Совета депутатов трудящихся VI созыва. Состоял в рядах ВКП(б)-КПСС с 1946, делегат XX съезда КПСС. 2 года был членом Президиума ЦК обкома профсоюза работников угольной промышленности.
28 августа 1948 года (в возрасте 28 лет!) Илье Федоровичу Монченко было присвоено звание Героя Социалистического Труда за выдающиеся заслуги в деле увеличения добычи угля, восстановления и строительства угольных шах и внедрения передовых методов работы, обеспечивших значительный рост производительности труда.
В 1956-1958 работал на шахте Налайха в Монголии
Награды: орден Ленина, орден Отечественной войны II степени, медаль «За трудовое отличие», знаки «Шахтёрская слава».